# Tyrissa multilinea
Tyrissa multilinea là một loài bướm đêm trong họ Erebidae.